# Mario Lanza

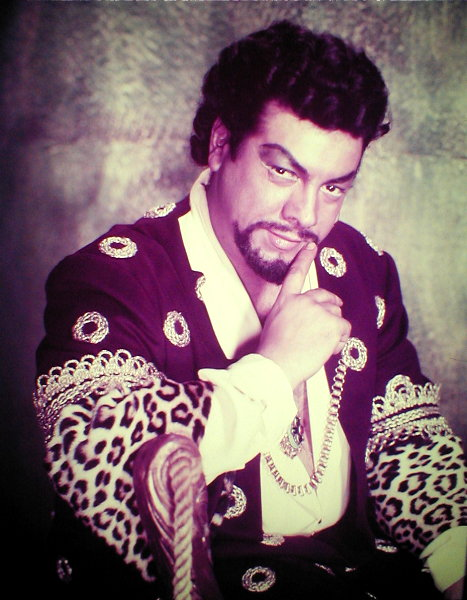
Lanza în opera Otello de Giuseppe Verdi

Mario Lanza  pseudonimul lui Alfred Arnold Cocozza (n. 31 ianuarie 1921, Pennsylvania, SUA – d. 7 octombrie 1959, Roma, Italia) a fost un actor și tenor, american de origine italiană, dotat cu o voce excepțională, capabilă să interpreteze diferite genuri muzicale. Cu interpretările sale, în special în filmul Marele Caruso (1951), a avut meritul de a face muzica de operă cunoscută și iubită de tineri și a devenit cel mai cunoscut cântăreț de operă din lume din anii 1950.
Printre cele mai cunoscute filme ale sale se numără Pescarul din Louisiana (1950), Marele Caruso (1951) și Serenada (1956).

## Biografie
Născut Alfredo Arnoldo Cocozza, în Philadelphia, în cartierul italian din „South Philadelphia”, familia lui l-a poreclit Freddie, dar ulterior a luat numele de fată al mamei sale, Lanza, precum și prenumele ei, Maria care prin masculinizarea acestuia devine Mario Lanza.
Mario Lanza a fost descoperit de dirijorul Serge Koussevitsky în 1942. A optat mai mult pentru o carieră cinematografică decât lirică și a urmat să filmeze la studioul MGM. Și-a început cariera la Hollywood în 1944 cu Victoria înaripată a lui George Cukor. Turnând Pescarul din Louisiana cu Katryn Grayson regia Norman Taurog, Grayson și Lanza au devenit populari cu melodia de succes a vremii „Be my love”, urmând filmul regizat de Richard Thorpe, Marele Caruso (1951) sau Serenada a lui Anthony Mann (1956), cu care tenorul a devenit superstar . Titlul cântecului Be My Love, s-a clasat pe primul loc în topurile americane în martie 1951 .
În plină glorie, pregătind turnee, înregistrări pentru RCA Victor și cinci filme contractate cu MGM, a murit în 1959 de un atac de cord, rezultatul dietelor excesive, al alcoolismului și al sănătății precare (flebită, pneumonie și hipertensiune) la Roma în vârsta de 38 de ani, unde locuise la filmarea lui Arrivederci Roma în 1957.
Lanza a cântat rolul lui Pinkerton în opera lui Puccini, Madame Butterfly la vârsta de doar 22 de ani, la Opera din New Orleans unde a fost remarcat pentru calitatea interpretării sale, critica fiind foarte pozitivă pentru tânărul tenor.
După concertul său în aer liber de la Hollywood Bowl, în fața a câteva mii de spectatori, un concert cu adevărat istoric a cărui înregistrare este disponibilă comercial, Hollywoodul prin MGM, l-a făcut imediat să semneze un contract pentru mai multe filme. El a cerut să aibă toate opțiunile: discul, radioul, filmul și concertul.

## Filmografie
- 1944 Victoria înaripată (Winged Victory), regia George Cukor (nemenționat)
- 1949 Sărutul de la miezul nopții (That Midnight Kiss), regia Norman Taurog
- 1950 Pescarul din Louisiana (The Toast of New Orleans), regia Norman Taurog
- 1951 Marele Caruso (The Great Caruso), regia Richard Thorpe
- 1952 Da quando sei mia (Because You're Mine), regia Alexander Hall
- 1954 Prințul student (The Student Prince), regia Richard Thorpe și Curtis Bernhardt - (solo voce)
- 1956 Serenada (Serenade), regia Anthony Mann
- 1958 Arrivederci Roma, regia Roy Rowland
- 1959 Come prima (For the First Time), regia Rudolph Maté